# 民主左派
民主左派（みんしゅさは、ギリシャ語：Δημοκρατική Αριστερά、略称：ΔΗΜΑΡ）は、かつて存在したギリシャの民主社会主義、社会民主主義、中道左派政党。

## 歴史
2010年に左翼運動・エコロジー連合から分党して作られた。同党からは、550人以上が入党した。第一回の党大会は、2011年3月31日から4月3日まで行われ、フォティス・コウベリスが得票率97.31%で党首に選出された。
2012年3月に6人の議員が全ギリシャ社会主義運動より入党したことで議席が10に増え、院内会派を結成する資格を得た。また同月に自由の市民も合流した。
同じ年のギリシャ総選挙では、386116票（6.11%）を得、19議席を獲得し、第7党となった。また再選挙では、17議席を獲得し、第6党となった。再選挙後、第1党となった新民主主義党は与党となり、全ギリシャ社会主義運動とともに民主左派自体は閣外協力となった。
2015年1月25日に施行された総選挙では緑の党と選挙協力を行ったものの、得票率0.49%（30,056票）に止まり全議席を喪失する結果となった。同年9月の総選挙では全ギリシャ社会主義運動（PASOK）と選挙協力を行い、得票率17.5%（340,089票）を得て1議席を回復した（PASOKと合わせて16議席）。
2018年3月に政党連合「変革運動」 (KINAL) が設立されると、これに加わったが、2019年1月に脱退した。同年4月には、欧州議会議員選挙をひかえ急進左派連合 (Syriza) と提携した。2022年に解散した。